# Transformisme (art)
Pour les articles homonymes, voir Transformisme.

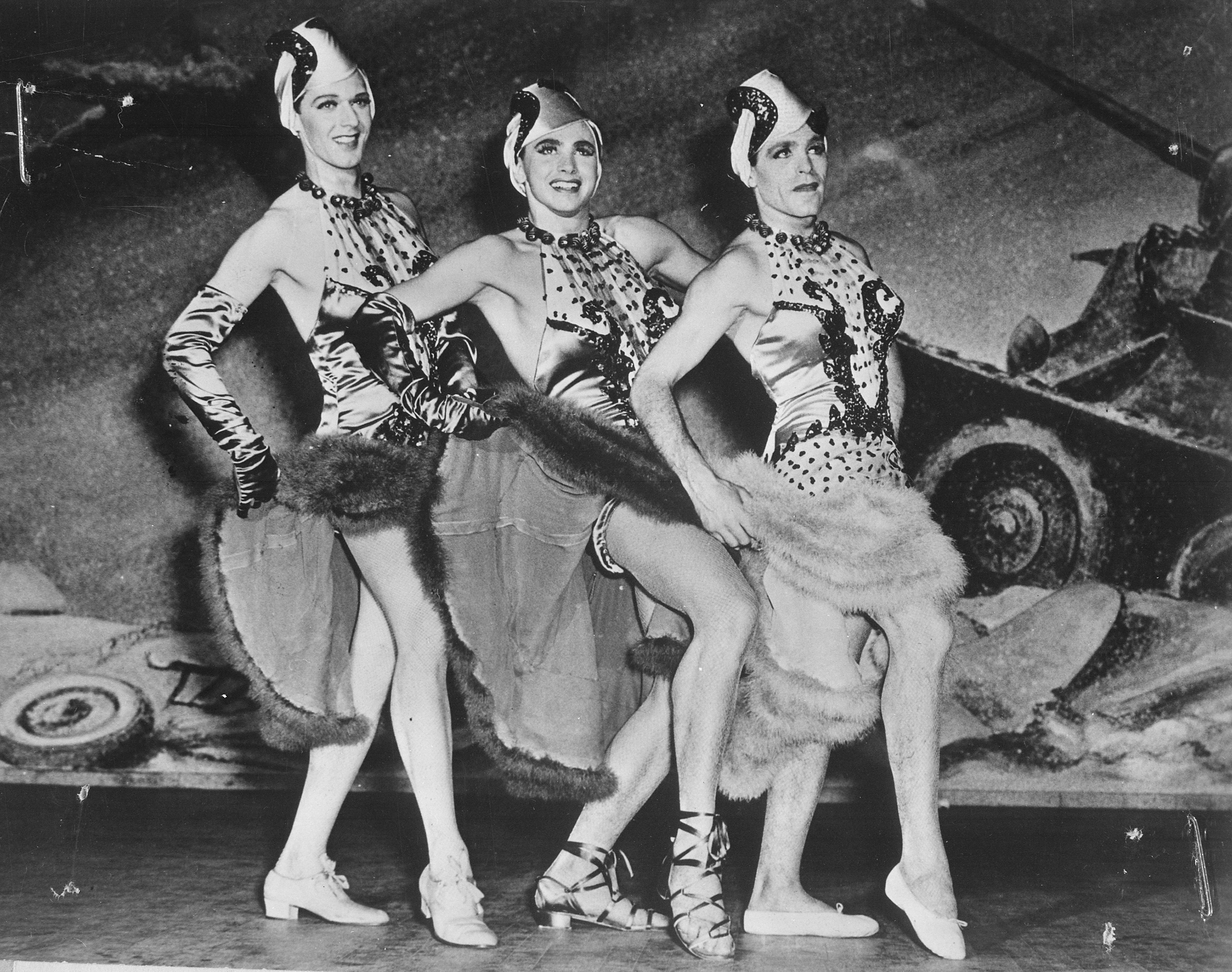
This is the Army, comédie musicale d'Irving Berlin jouée à Broadway en 1942 par une troupe uniquement composée de soldats.

Transformisme désigne, dans son acception la plus ancienne, l'interprétation de rôles féminins par des interprètes masculins. Son sens moderne se restreint à l'incarnation de célébrités.

## Périmètre
Le transformisme désigne, dans son acception la plus ancienne, l'interprétation de rôles féminins par des interprètes masculins[réf. nécessaire]. Son sens moderne qui se restreint à l'incarnation de célébrités, est un type de travestissement où l'artiste imite une célébrité par le maquillage, la coiffure, les vêtements, l'attitude corporelle et le timbre de la voix.
L'inclusion du transformisme dans le drag fait débat : pour la franchise RuPaul's Drag Race, c'est le cas, et chaque saison inclut une épreuve de transformisme, le Snatch Game. Pour d'autres, et c'est la position de Christophe, du cabaret Chez Michou, drag et transformisme sont deux formes distinctes de travestissement.

## Histoire
Le transformisme traditionnel est très ancien. En Occident, il remonte au moins au théâtre grec antique, dont tous les rôles étaient joués par des hommes. C'est aussi le cas en Angleterre pour le théâtre élisabéthain (1562-1642). Au Japon au XVIIe siècle, les femmes étant interdites sur la scène du théâtre kabuki, leurs rôles ont été repris par des hommes, les onnagata.[réf. nécessaire]

### Pantomime dames

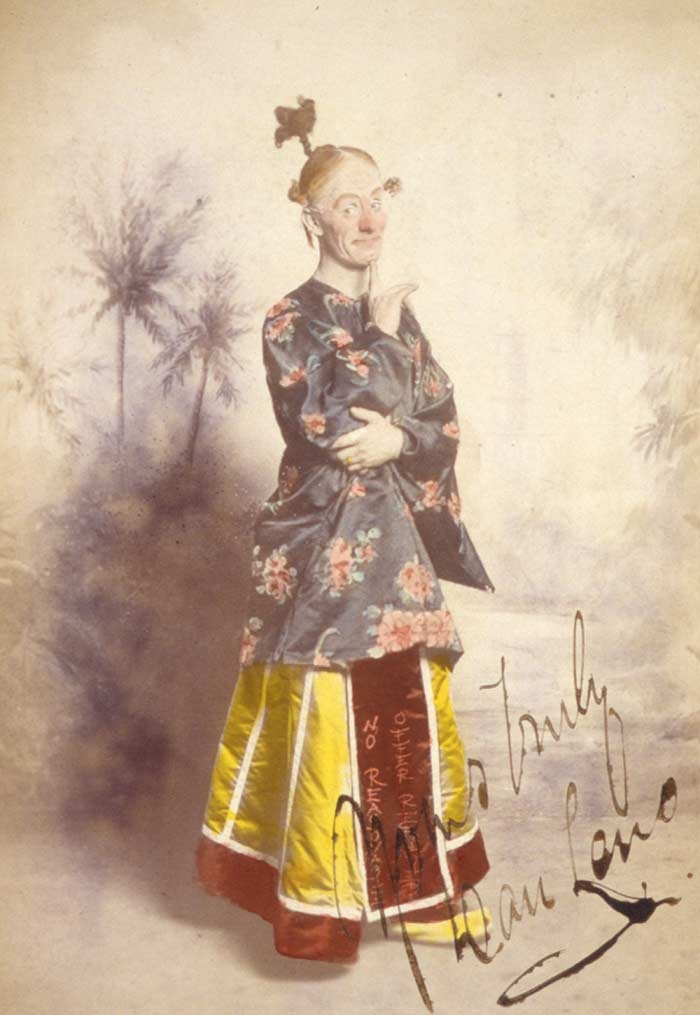
Photographie de 1896 de Dan Leno.

De la fin des années 1800 au milieu des années 1900, le transformisme en Europe s'effectue principalement à travers la pantomime. Il s'agit de la première forme d'art en Europe à utiliser le transformisme comme source de comédie, en contraste avec les tragédies shakespeariennes et les opéras italiens. La « dame », avec ses nombreuses dérives comme la « dame de ménage » ou la « grande dame », devient un personnage récurrent des pantomimes et est surtout utilisé en improvisation. Dan Leno est le comédien de pantomime le plus reconnu. Après les deux guerres mondiales, le changement des thèmes abordés au théâtre et au cinéma contribue à la fin de la pantomime.

### Vaudeville
Le style extravagant et comique des minstrel shows aide également au développement des spectacles de vaudeville de la fin des années 1880 au début des années 1900. Les stéréotypes féminins utilisés dans les minstrel shows, comme la wench ou la prima donna, inspirée des acteurs shakespeariens et des castrats, ainsi que les changements démographiques des États-Unis de l'époque tels que la grande migration afro-américaine ont permis de développer ce type de spectacle vivant au plus grand nombre. L'essor du vaudeville ouvre la porte du succès à des personnalités comme Julian Eltinge à New York et Bothwell Browne à San Francisco.
Le transformisme est vu à l'époque comme une activité pour les hommes blancs hétérosexuels et toute déviation en était prohibée. Sa connexion avec le travail du sexe et l'homosexualité mène au déclin du vaudeville pendant l'Ère progressiste.

### Cabaret

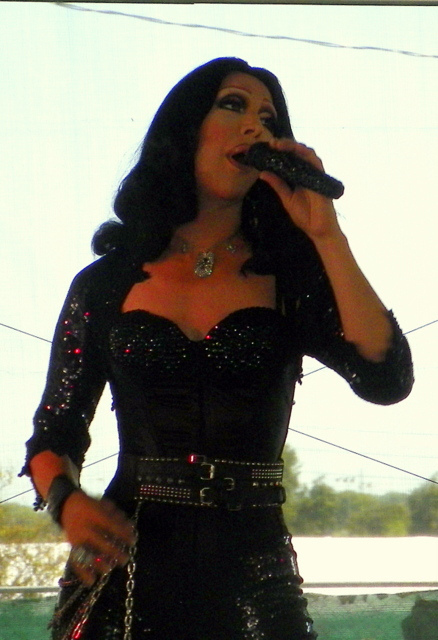
Chad Michaels incarnant Cher à l'Austin's Pride Festival de 2012

Le transformisme comme incarnation d'une célébrité apparaît dès le début du XXe siècle dans les cabarets français. Le genre suit ensuite deux évolutions différentes : en France, le spectacle transformisme comporte plusieurs célébrités incarnées par le même artiste ; ainsi Christophe, du cabaret Chez Michou, joue dans la même soirée Mireille Mathieu et Chantal Goya, ce qui implique de pouvoir réaliser des transformations rapides. Aux États-Unis, en revanche, les artistes transformistes se spécialisent dans une seule personne, tel que Chad Michaels avec Cher ou Derrick Barry avec Britney Spears ; ils peuvent ainsi utiliser la chirurgie esthétique pour accentuer leur ressemblance.